# Chi Cá chình họng túi
Chi Cá chình họng túi (danh pháp khoa học: Saccopharynx) là một chi cá dạng cá chình sống ở biển sâu với miệng to, dạ dày có thể co giãn, căng phồng và thân dài không vảy. Nói chung các loài cá này được gọi là cá chình họng túi. Nó là chi duy nhất trong họ Saccopharyngidae và là một phần của dòng dõi phái sinh gọi là "saccopharyngiforms" (dạng cá chình họng túi), trong đó còn bao gồm một vài loài cá chình tương tự sinh sống ở các cột nước giữa. Tên gọi khoa học của chi bắt nguồn từ tiếng Latin saccus/sacco (túi, bị, bọng) và từ tiếng Hy Lạp φάρυγξ (pharynx = họng, cổ họng).
Tầng nước mà chúng sinh sống có thể đạt tới 3.000 mét (9.800 ft) và từng được người ta tìm thấy ở độ sâu tới 1.800 mét (5.900 ft). Đa phần số loài (7 loài) sinh sống tại Đại Tây Dương, trong đó 1 loài cũng sinh sống ở Ấn Đọ Dương là Saccopharynx ramosus. Ba loài còn lại sinh sống tại Thái Bình Dương.
Các loài cá trong chi này nói chung có màu đen và có thể dài tới 107 xentimét (3,51 ft). Ở chóp đuôi của chúng có một cơ quan hình củ hành có thể phát sáng. Mục đích chính xác của cơ quan này hiện vẫn chưa hiểu rõ, mặc dù rất có thể nó được sử dụng để dụ dỗ con mồi, tương tự như "cần câu" của cá vây chân.

## Các loài
10 loài được công nhận là:
- Saccopharynx ampullaceus Harwood, 1827 (cá chình họng túi, cá chình nuốt chửng, cá bồ nông)
- Saccopharynx berteli Tighe & J.G.Nielsen, 2000
- Saccopharynx harrisoni Beebe, 1932
- Saccopharynx hjorti Bertin, 1938
- Saccopharynx lavenbergi J.G.Nielsen & Bertelsen, 1985
- Saccopharynx paucovertebratis J.G.Nielsen & Bertelsen, 1985
- Saccopharynx ramosus J.G.Nielsen & Bertelsen, 1985
- Saccopharynx schmidti Bertin, 1934 (cá chình họng túi đuôi roi)
- Saccopharynx thalassa J.G.Nielsen & Bertelsen, 1985
- Saccopharynx trilobatus J.G.Nielsen & Bertelsen, 1985